# Soothe My Soul
«Soothe My Soul» és el cinquanta-unè disc senzill del grup anglès de música electrònica Depeche Mode, el segon de l'àlbum Delta Machine, publicat el 6 de maig de 2013.
És un tema compost per Martin Gore. Va tenir cert èxit en determinats països destacant especialment a Hongria on arribà al número 1. El videoclip fou dirigit per Warren Fu i estrenat el 28 de març de 2013. Íntegrament en blanc i negre, només ocupa el terç central de la pantalla en comptes del format estàndard. El videoclip va cridar força l'atenció per la seva qualitat, sensualitat i atreviment.
Fou interpretat durant tota la gira Delta Machine Tour, inicialment de forma invariable en la dotzena posició, i en la segona part, coincidint amb el seu pas per Europa, va rotar amb el clàssic «Behind the Wheel».

## Llista de cançons
12": Columbia/Mute 88883 73070 1 (Regne Unit, Estats Units)
1. "Soothe My Soul" (Steve Angello vs Jacques Lu Cont Remix) − 7:02
2. "Soothe My Soul" (Matador Remix) − 8:15
3. "Soothe My Soul" (Destructo Remix) − 6:03
4. "Soothe My Soul" (Gregor Tresher Remix) − 7:07

CD: Columbia/Mute 88883 73068 2 (Regne Unit, Estats Units)
1. "Soothe My Soul" (Radio Edit) − 3:57
2. "Goodbye" (Gesaffelstein Remix) − 3:51

CD: Columbia/Mute 88883 73069 2 (Regne Unit, Estats Units)
1. "Soothe My Soul" (Steve Angello vs Jacques Lu Cont Remix) − 7:02
2. "Soothe My Soul" (Tom Furse - The Horrors Remix) − 4:55
3. "Soothe My Soul" (Billy F Gibbons and Joe Hardy Remix) − 5:16
4. "Soothe My Soul" (Joris Delacroix Remix) − 6:56
5. "Soothe My Soul" (Black Asteroid Remix) − 5:35
6. "Soothe My Soul" (Gregor Tresher Soothed Remix) − 5:59

- Totes les cançons foren compostes per Martin Gore.